# Ukraine aux Jeux olympiques d'été de 2008
L'Ukraine participe aux Jeux olympiques d'été de 2008 à Pékin.

## Liste des médaillés ukrainiens

### Médailles d'or
| Sport              | Discipline                   | Sportifs                                 | Performance  |
| Médailles d'or : 7 |                              |                                          |              |
| Athlétisme         | Heptathlon                   | Nataliya Dobrynska                       | 6 733 points |
| Boxe               | Moins de 57 kg (H)           | Vasyl Lomachenko                         |              |
| Escrime            | Sabre par équipes (F)        | Olena Khomrova Olha Kharlan Olha Zhovnir |              |
| Kayak              | Kayak monoplace K1 500 m (F) | Inna Osypenko-Radomska                   |              |
| Tir                | Carabine 50 m tir couché (H) | Artur Ayvazian                           |              |
| Tir                | Pistolet 25 m tir rapide (H) | Oleksandr Petriv                         |              |
| Tir à l'arc        | Épreuve individuelle (H)     | Viktor Ruban                             |              |

### Médailles d'argent
| Sport                  | Discipline                    | Sportifs          | Performance   | Remarque |
| Médailles d'argent : 4 |                               |                   |               |          |
| Athlétisme             | 1 500 m (F)                   | Iryna Lishchynska | 4 min 01 s 63 |          |
| Athlétisme             | Lancer du disque (F)          | Olena Antonova    | 62,59 m       |          |
| Lutte libre            | Moins de 65 kg (H)            | Andriy Stadnik    |               |          |
| Tir                    | Carabine 50 m 3 positions (H) | Jury Sukhorukov   |               |          |

### Médailles de bronze
| Sport                    | Discipline                                   | Sportifs                      | Performance   |
| Médailles de bronze : 11 |                                              |                               |               |
| Athlétisme               | 1 500 m (F)                                  | Nataliya Tobias               | 4 min 01 s 78 |
| Boxe                     | Plus de 91 kg (H)                            | Vyacheslav Glazkov            |               |
| Canoë                    | Canoë monoplace C1 500 m (H)                 | Iurii Cheban                  |               |
| Cyclisme sur piste       | Poursuite individuelle (F)                   | Lesya Kalitovska              |               |
| Gymnastique artistique   | Anneaux (H)                                  | Oleksandr Vorobiov            | 16,325 pts    |
| Gymnastique rythmique    | Concours général individuel                  | Anna Bessonova                |               |
| Judo                     | Moins de 81 kg (H)                           | Roman Gontyuk                 |               |
| Lutte                    | Gréco-romaine, Moins de 66 kg (H)            | Armen Vardanyan               |               |
| Lutte                    | Libre, Moins de 48 kg (F)                    | Irini Merleni                 |               |
| Lutte                    | Libre, Moins de 84 kg (F)                    | Taras Danko                   |               |
| Plongeon                 | Plongeon synchronisé Tremplin à 3 mètres (H) | Illya Kvasha Oleksiy Prygorov | 415,05 pts    |

## Athlètes engagés

### Athlétisme
| Femmes - 100 m : - Nataliya Pohrebnyak - 200 m : - Nataliya Pyhyda - 400 m : - Antonina Yefremova - 800 m : - Tetyana Petlyuk - Yuliya Krevsun - 100 m haies : - Ievgenya Snihur - 1 500 m : - Iryna Lishchynska - Nataliya Tobias - Anna Mishchenko - 3 000 m steeple : - Valentyna Horpynych - 400 m haies : - Anastasiya Rabchenyuk - Lancer de disque : - Olena Antonova - Kateryna Karsak - Nataliya Semenova - Lancer de javelot : - Vira Rebryk - Olha Ivankova - Tetyana Lyakhovych - Lancer de marteau : - Iryna Novozhylova - Inna Sayenko - Iryna Sekachova - Saut en longueur : - Lyudmila Blonska - Viktoriya Rybalko - Oleksandra Stadnyuk - Triple saut : - Svitlana Mamieieva - Liliya Kulyk - Olga Saladhuka - Saut en hauteur : - Vita Palamar - Vita Styopina - Saut à la perche : - Natalia Kushch - 20 km marche : - Nadiya Borovska-Prokopuk - Vira Zozulya - Marathon : - Tetyana Filonyuk - Oxana Sklyarenko - 10 000 m : - Nataliya Berkut - Relais 4 × 100 m : - Oksana Shcherbak, Nataliya Pyhyda, Nataliya Pohrebnyak, Iryna Shtanhyeyeva, Khrystyna Stuy, Iryna Shepetyuk et Olena Chebanu - Relais 4 × 400 m : - Antonina Yefremova, Oksana Shcherbak, Tetyana Petlyuk, Yuliya Irkhina, Kseniya Karandyuk, Nataliya Pyhyda et Anastasiya Rabchenyuk - Heptathlon : - Natalyia Dobrynska - Lyudmila Blonska, disqualifiée pour dopage - Hanna Melnychenko | Hommes - 100 m : - Dmytro Hlushchenko - 200 m : - Ihor Bodrov - 400 m : - Mykhaylo Knysh - 1 500 m : - Ivan Heshko - Lancer de poids : - Yuriy Bilonoh - Andriy Semenov - Lancer de disque : - Oleksiy Semenov - Lancer de javelot : - Roman Avramenko - Lancer de marteau : - Yevhen Vynohradov - Ihor Tugay - Saut en longueur : - Andriy Makarchev - Triple saut : - Viktor Kuznyetsov - Mykola Savolaynen - Viktor Iastrebov - Saut en hauteur : - Oleksandr Nartov - Dmytro Demyanyuk - Yuriy Krymarenko - Saut à la perche : - Denys Yurchenko - Maksym Mazuryk - Oleksandr Korchmid - 20 km marche : - Andry Kovenko - 50 km marche : - Sergiy Budza - Oleksiy Shelest - Oleksiy Kazanin - Marathon : - Oleksandr Kuzin - Oleksandr Sitkovskyy - Vasyl Matviychuk - Décathlon : - Oleksiy Kasyanov |

#### Hommes
| Épreuve           | Athlète            | Séries   | Séries | Quarts de finale | Quarts de finale | Demi-finales | Demi-finales | Finale       | Finale |
| Épreuve           | Athlète            | Résultat | Rang   | Résultat         | Rang             | Résultat     | Rang         | Résultat     | Rang   |
| ----------------- | ------------------ | -------- | ------ | ---------------- | ---------------- | ------------ | ------------ | ------------ | ------ |
| 100 mètres        | Dmytro Hlushchenko | 10.57    | 5e     | -                | -                | -            | -            | -            | -      |
| 200 mètres        | Ihor Bodrov        | 21.38    | 6e     | -                | -                | -            | -            | -            | -      |
| 400 mètres        | Myhaylo Knysh      | 46.28    | 6e     | -                | -                | -            | -            | -            | -      |
| 1 500 mètres      | Ivan Heshko        | DNS      | /      | -                | -                | -            | -            | -            | -      |
| 20 km marche      | Andriy Kovenko     | NC       | NC     | NC               | NC               | NC           | NC           | 1h 22 min 59 | 24e    |
| 50 km marche      | Oleksiy Kazanin    | NC       | NC     | NC               | NC               | NC           | NC           | DNF          | /      |
| 50 km marche      | Oleksiy Shelest    | NC       | NC     | NC               | NC               | NC           | NC           | 3h 59 min 46 | 27e    |
| 50 km marche      | Serhiy Budza       | NC       | NC     | NC               | NC               | NC           | NC           | 3h 58 min 21 | 24e    |
| Saut en longueur  | Andriy Makarchev   | 7,77m    | 12e    | -                | -                | -            | -            | -            | -      |
| Triple saut       | Viktor Yastrebov   | 16,52m   | 13e    | -                | -                | -            | -            | -            | -      |
| Triple saut       | Mykola Savolaynen  | 17,00m   | 7e     | -                | -                | -            | -            | -            | -      |
| Triple saut       | Viktor Kuznyetsov  | 17,11m   | 7e Q   | NC               | NC               | NC           | NC           | 16,87m       | 8e     |
| Saut en hauteur   | Yuriy Krymarenko   | 2,15m    | 17e    | -                | -                | -            | -            | -            | -      |
| Saut en hauteur   | Dmytro Demyanyuk   | 2,20m    | 10e    | -                | -                | -            | -            | -            | -      |
| Saut en hauteur   | Oleksandr Nartov   | 2,10m    | 20e    | -                | -                | -            | -            | -            | -      |
| Saut à la perche  | Oleksandr Korchmid | 5,45m    | 11e    | -                | -                | -            | -            | -            | -      |
| Saut à la perche  | Maksym Mazuryk     | 5,55m    | 8e     | -                | -                | -            | -            | -            | -      |
| Saut à la perche  | Denys Yurchenko    | 5,65m    | 3e Q   | NC               | NC               | NC           | NC           | DSQ          | /      |
| Lancer du poids   | Andriy Semenov     | 20,01m   | 7e     | -                | -                | -            | -            | -            | -      |
| Lancer du poids   | Yuriy Bilonoh      | 20,16m   | 4e Q   | NC               | NC               | NC           | NC           | 20,63m       | 5e     |
| Lancer du disque  | Oleksey Semenov    | 60,18m   | 13e    | -                | -                | -            | -            | -            | -      |
| Lancer du marteau | Artem Rubanko      | 74,47m   | 9e     | -                | -                | -            | -            | -            | -      |
| Lancer du marteau | Ihor Tuhay         | 71,89m   | 12e    | -                | -                | -            | -            | -            | -      |
| Lancer du marteau | Yevhen Vynohradov  | 74,49m   | 6e     | -                | -                | -            | -            | -            | -      |
| Lancer du javelot | Roman Avramenko    | 71,64m   | 14e    | -                | -                | -            | -            | -            | -      |
| Décathlon         | Oleksiy Kasyanov   | NC       | NC     | NC               | NC               | NC           | NC           | 8238 PTS     | 7e     |

#### Femmes
| Épreuve               | Athlète                  | Séries      | Séries | Quarts de finale | Quarts de finale | Demi-finales | Demi-finales | Finale       | Finale             |
| Épreuve               | Athlète                  | Résultat    | Rang   | Résultat         | Rang             | Résultat     | Rang         | Résultat     | Rang               |
| --------------------- | ------------------------ | ----------- | ------ | ---------------- | ---------------- | ------------ | ------------ | ------------ | ------------------ |
| 100 mètres            | Nataliya Pohrebnyak      | 11.60       | 4e Q   | 11.55            | 8e               | -            | -            | -            | -                  |
| 200 mètres            | Nataliya Pyhyda          | 22.91       | 1er Q  | 23.03            | 4e Q             | 22.95        | 6e           | -            | -                  |
| 400 mètres            | Antonina Yefremova       | 53.22       | 6e     | -                | -                | -            | -            | -            | -                  |
| 800 mètres            | Tetyana Petlyuk          | 2 min 00.00 | 2e Q   | NC               | NC               | 1 min 59.27  | 4e           | -            | -                  |
| 800 mètres            | Yuliya Krevsun           | 2 min 00.21 | 1er Q  | NC               | NC               | 1 min 57.32  | 2e Q         | 1 min 58.73  | 7e                 |
| 1500 mètres           | Iryna Lishchynska        | 4 min 13.60 | 1er Q  | NC               | NC               | NC           | NC           | 4 min 01.63  | Médaille d'argent  |
| 1500 mètres           | Nataliya Tobias          | 4 min 03.19 | 2e Q   | NC               | NC               | NC           | NC           | 4 min 01.78  | Médaille de bronze |
| 1500 mètres           | Anna Mishchenko          | 4 min 05.61 | 4e Q   | NC               | NC               | NC           | NC           | 4 min 05.13  | 9e                 |
| 10 000 mètres         | Nataliya Berkut          | NC          | NC     | NC               | NC               | NC           | NC           | NP           | /                  |
| Marathon              | Oksana Sklyarenko        | NC          | NC     | NC               | NC               | NC           | NC           | 2h 55 min 39 | 69e                |
| Marathon              | Tetyana Filonyuk         | NC          | NC     | NC               | NC               | NC           | NC           | 2h 33 min 35 | 31e                |
| 100 mètres haies      | Yevheniya Snihur         | 13.06       | 5e     | -                | -                | -            | -            | -            | -                  |
| 400 mètres haies      | Anastasiya Rabchenyuk    | 55.18       | 2e Q   | NC               | NC               | 54.60        | 2e Q         | 53.96        | 4e                 |
| 3 000 mètres steeple  | Valentyna Horpynych      | 9 min 43.95 | 11e    | -                | -                | -            | -            | -            | -                  |
| Relais 4 × 100 mètres | Nataliya Pyhyda          | DSQ         | /      | -                | -                | -            | -            | -            | -                  |
| Relais 4 × 100 mètres | Nataliya Pohrebnyak      | DSQ         | /      | -                | -                | -            | -            | -            | -                  |
| Relais 4 × 100 mètres | Iryna Shepetyuk          | DSQ         | /      | -                | -                | -            | -            | -            | -                  |
| Relais 4 × 100 mètres | Oksana Shcherbak         | DSQ         | /      | -                | -                | -            | -            | -            | -                  |
| Relais 4 × 400 mètres | Oksana Shcherbak         | 3 min 27.44 | 5e     | -                | -                | -            | -            | -            | -                  |
| Relais 4 × 400 mètres | Tetyana Petlyuk          | 3 min 27.44 | 5e     | -                | -                | -            | -            | -            | -                  |
| Relais 4 × 400 mètres | Kseniya Karandyuk        | 3 min 27.44 | 5e     | -                | -                | -            | -            | -            | -                  |
| Relais 4 × 400 mètres | Nataliya Pyhyda          | 3 min 27.44 | 5e     | -                | -                | -            | -            | -            | -                  |
| 20 km marche          | Nadiya Borovska-Prokopuk | NC          | NC     | NC               | NC               | NC           | NC           | 1h 35 min 50 | 33e                |
| 20 km marche          | Vira Zozulya             | NC          | NC     | NC               | NC               | NC           | NC           | 1h 30 min 31 | 16e                |
| Saut en longueur      | Oleksandra Stadnyuk      | 6,19m       | 17e    | -                | -                | -            | -            | -            | -                  |
| Saut en longueur      | Viktoriya Rybalko        | 6,43m       | 13e    | -                | -                | -            | -            | -            | -                  |
| Triple saut           | Liliya Kulyk             | 13,66m      | 12e    | -                | -                | -            | -            | -            | -                  |
| Triple saut           | Svetlana Mamyeyeva       | 14,01m      | 10e    | -                | -                | -            | -            | -            | -                  |
| Triple saut           | Olha Saladukha           | 14,46m      | 4e Q   | NC               | NC               | NC           | NC           | 14,70m       | 6e                 |
| Saut en hauteur       | Vita Styopina            | 1,93m       | 1er Q  | NC               | NC               | NC           | NC           | 1,93m        | 9e                 |
| Saut en hauteur       | Vita Palamar             | 1,93m       | 4e Q   | NC               | NC               | NC           | NC           | DSQ          | /                  |
| Saut à la perche      | Natalya Kushch           | 4,15m       | 13e    | -                | -                | -            | -            | -            | -                  |
| Lancer du disque      | Kateryna Karsak          | 58,61m      | 12e    | -                | -                | -            | -            | -            | -                  |
| Lancer du disque      | Natalya Semenova         | 60,18m      | 8e     | -                | -                | -            | -            | -            | -                  |
| Lancer du disque      | Olena Antonova           | 61,25m      | 6e Q   | NC               | NC               | NC           | NC           | 62,59m       | Médaille d'argent  |
| Lancer du marteau     | Iryna Sekachova          | 67,47m      | 12e    | -                | -                | -            | -            | -            | -                  |
| Lancer du marteau     | Inna Sayenko             | 66,92m      | 14e    | -                | -                | -            | -            | -            | -                  |
| Lancer du marteau     | Iryna Novozhylova        | 68,11m      | 11e    | -                | -                | -            | -            | -            | -                  |
| Lancer du javelot     | Tetyana Lyakhovych       | 55,50m      | 18e    | -                | -                | -            | -            | -            | -                  |
| Lancer du javelot     | Olha Ivankova            | 57,05m      | 11e    | -                | -                | -            | -            | -            | -                  |
| Lancer du javelot     | Vira Rebryk              | 59,05m      | 10e    | -                | -                | -            | -            | -            | -                  |
| Heptathlon            | Hanna Melnychenko        | NC          | NC     | NC               | NC               | NC           | NC           | 6165pts      | 14e                |
| Heptathlon            | Lyudmyla Blonska         | NC          | NC     | NC               | NC               | NC           | NC           | DSQ          | /                  |
| Heptathlon            | Nataliya Dobrynska       | NC          | NC     | NC               | NC               | NC           | NC           | 6733pts      | Médaille d'or      |

### Aviron
| Femmes - 2 de couple : - Kateryna Tarasenko et Yana Dementyeva - 4 de couple : - Tetiana Kolesnikova, Olena Olefirenko, Nataliya Lyal'chuk et Svitlana Spiryukhova | Hommes - 4 de couple : - Sergy Biloushchenko, Oleg Lykov, Sergy Gryn et Volodymyr Pavlovskyi |

| Athlète(s)                                                    | Compétition      | Série         | Série | Quart de finale | Quart de finale | Demi-finale   | Demi-finale | Finale | Finale |
| Athlète(s)                                                    | Compétition      | Temps         | Rang  | Temps           | Rang            | Temps         | Rang        | Temps  | Rang   |
| ------------------------------------------------------------- | ---------------- | ------------- | ----- | --------------- | --------------- | ------------- | ----------- | ------ | ------ |
| Sergy BiloushchenkoOleg Lykov Sergy Gryn Volodymyr Pavlovskyi | Quatre de couple | 5 min 40 s 11 | 1er   | NC              | NC              | 6 min 03 s 71 | 5e          | -      | -      |

### Badminton
| Femmes - Simple : - Larysa Gryga | Hommes - Simple : - Vladyslav Druzchenko |

#### Hommes
[modifier | modifier le code]
| Épreuve | Athlète              | 32éme de Finale        | 16éme de Finale | Huitième de Finale | Quarts de finale | Demi-finales | Finale/ 3e place |
| Épreuve | Athlète              | Résultats              | Résultat        | Résultat           | Résultat         | Résultat     | Résultat         |
| ------- | -------------------- | ---------------------- | --------------- | ------------------ | ---------------- | ------------ | ---------------- |
| Simple  | Vladyslav Druzchenko | Lang 0-2 (12/21-19/21) | -               | -                  | -                | -            | -                |

### Boxe
Hommes
- Poids mi-mouche (48 kg) :
  - Georgiv Chygayev
- Poids plume (57 kg) :
  - Vasyl Lomachenko
- Poids léger (60 kg) :
  - Oleksandr Klyuchko
- Poids mi-moyen (69 kg) :
  - Olexandr Strets'Kyy
- Poids moyen (75 kg) :
  - Sergiy Derevyanchenko
- Poids lourd (91 kg) :
  - Oleksandr Usyk
- Poids super-lourd (+ 91 kg) :
  - Vyacheslav Glazkov

| Athlète               | Catégorie                  | 16e de finale             | 8e de finale           | Quart de finale      | Demi-finale         | Finale                  |
| Athlète               | Catégorie                  | Adversaire Résultat       | Adversaire Résultat    | Adversaire Résultat  | Adversaire Résultat | Adversaire Résultat     |
| --------------------- | -------------------------- | ------------------------- | ---------------------- | -------------------- | ------------------- | ----------------------- |
| Georgi Chigayev       | Poids mi-mouches (-48kg)   | Ayrapetyan Victoire 13-11 | Hernandez Défaite 3-21 | -                    | -                   | -                       |
| Vasyl Lomachenko      | Poids plumes (-57Kg)       | Selimov Victoire 14-7     | Sultanov Victoire 13-1 | Yang Victoire 12-3   | Kilic Victoire 10-1 | Djelkhir Victoire RSC 1 |
| Olexandr Klyuchko     | Poids plumes (-60Kg)       | Qing Défaite 8-10         | -                      | -                    | -                   | -                       |
| Olexandr Stretskiy    | Poids welters (-69Kg)      | Castillo Victoire 9-6     | Johnson Défaite 4-9    | -                    | -                   | -                       |
| Sergey Derevyanchenko | Poids moyens (-75Kg)       | Jianzheng Victoire 15-6   | Correa Défaite 4-18    | -                    | -                   | -                       |
| Oleksandr Usyk        | Poids lourds (-91Kg)       | NC                        | Yushan Victoire 5-3    | Russo Défaite 4-7    | -                   | -                       |
| Vyacheslav Glazkov    | Poids super-lourds (+91Kg) | NC                        | Alfonso Victoire 5-3   | Ouatah Victoire 10-4 | Zhilei Défaite WO   | -                       |

### Canoë-Kayak en eaux calmes
| Femmes - 500 m K1 (kayak monoplace) : - Inna Osypenko-Radomska | Hommes - 1 000 m C1 (canoë monoplace) : - Iurii Cheban - 500 m C1 (canoë monoplace) : - Iurii Cheban - 1 000 m C2 (canoë biplace) : - Ruslan Dzhalilov et Petro Kruk - 500 m C2 (canoë biplace) : - Maksym Prokopenko et Sergiy Bezuglyy |

| Athlète           | Compétition | Éliminatoires  | Éliminatoires | Demi-finales   | Demi-finales | Finale A       | Finale A           |
| Athlète           | Compétition | Temps          | Rang          | Temps          | Rang         | Temps          | Rang               |
| ----------------- | ----------- | -------------- | ------------- | -------------- | ------------ | -------------- | ------------------ |
| Iouriy Tcheban    | C1 500m     | 1 min 49 s 454 | 3e            | 1 min 51 s 507 | 1er          | 1 min 48 s 766 | Médaille de bronze |
| Iouriy Tcheban    | C1 1000m    | 4 min 23 s 188 | 6e            | 4 min 06 s 095 | 7e           | -              | -                  |
| Sergiy Bezugliy   | C2 500m     | 1 min 42 s 054 | 3e            | NC             | NC           | 1 min 44 s 157 | 8e                 |
| Maksim Prokopenko | C2 500m     | 1 min 42 s 054 | 3e            | NC             | NC           | 1 min 44 s 157 | 8e                 |
| Ruslan Dzhalilov  | C2 1000m    | 4 min 06 s 744 | 7e            | 3 min 46 s 050 | 5e           | -              | -                  |
| Petro Kruk        | C2 1000m    | 4 min 06 s 744 | 7e            | 3 min 46 s 050 | 5e           | -              | -                  |

### Cyclisme

#### Sur piste
| Femmes - Poursuite individuelle : - Lesya Kalitovska - Course aux points : - Lesya Kalitovska | Hommes - Poursuite individuelle : - Vitaliy Popkov - Volodymyr Dyudya - Course aux points : - Volodymyr Rybin - Keirin : - Andriy Vynokourov - Américaine : - Volodymyr Rybin et Lyubomyr Polatayko - Poursuite par équipes : - Roman Kononenko, Vitaliy Shchedov, Lyubomyr Polatayko, Maxim Polischuk et Volodymyr Dyudya |

| Athlète          | Compétition | 1er round | Repêchage | Demi-Finales | Finale |
| Athlète          | Compétition | Rang      | Rang      | Rang         | Rang   |
| ---------------- | ----------- | --------- | --------- | ------------ | ------ |
| Andriy Vynokurov | Keirin      | 4e        | 2e        | -            | -      |

| Athlète            | Compétition                      | Qualification                    | Qualification                    | Demi-finales                 | Match pour le bronze     | Match pour le bronze | Finale                   | Finale |
| Athlète            | Compétition                      | Temps Vitesse                    | Rang                             | Adversaire Temps Vitesse     | Adversaire Temps Vitesse | Rang                 | Adversaire Temps Vitesse | Rang   |
| ------------------ | -------------------------------- | -------------------------------- | -------------------------------- | ---------------------------- | ------------------------ | -------------------- | ------------------------ | ------ |
| Vitaliy Popkov     | Poursuite individuelle masculine | Pliuschin Défaite 4 min 30 s 321 | Pliuschin Défaite 4 min 30 s 321 | -                            | -                        | -                    | -                        | -      |
| Volodymyr Dyudya   | Poursuite individuelle masculine | Phinney Victoire 4 min 21 s 530  | Phinney Victoire 4 min 21 s 530  | Burke Défaite 4 min 22 s 471 | -                        | -                    | -                        | -      |
| Volodymyr Dyudya   | Poursuite par équipes            | 4 min 07 s 883                   | 9e                               | -                            | -                        | -                    | -                        | -      |
| Lyubomyr Polatayko | Poursuite par équipes            | 4 min 07 s 883                   | 9e                               | -                            | -                        | -                    | -                        | -      |
| Maxim Polischuk    | Poursuite par équipes            | 4 min 07 s 883                   | 9e                               | -                            | -                        | -                    | -                        | -      |
| Vitaliy Shchedov   | Poursuite par équipes            | 4 min 07 s 883                   | 9e                               | -                            | -                        | -                    | -                        | -      |

| Athlète            | Compétition           | Points | Rang |
| ------------------ | --------------------- | ------ | ---- |
| Volodymyr Rybin    | Course aux points     | 8      | 14e  |
| Lyubomyr Polatayko | Course à l'américaine | 0      | 15e  |
| Volodymyr Rybin    | Course à l'américaine | 0      | 15e  |

#### Sur route
| Femmes - Course sur route : - Yevgeniya Vysotska - Tatiana Stiajkina - Oksana Kashchyshyna | Hommes - Course sur route : - Yaroslav Popovych - Ruslan Pidgornyy - Denys Kostyuk - Andriy Grivko - Contre la montre individuelle : - Denys Kostyuk - Andriy Grivko |

| Athlète           | Compétition      | Temps         | Rang |
| ----------------- | ---------------- | ------------- | ---- |
| Yaroslav Popovych | Course en ligne  | 6 h 26 min 17 | 35e  |
| Ruslan Pidgornyy  | Course en ligne  | 6 h 34 min 22 | 52e  |
| Denys Kostyuk     | Course en ligne  | 6 h 39 lin 42 | 76e  |
| Andriy Grivko     | Contre-la-montre | 1 h 08 min 01 | 31e  |
| Denys Kostyuk     | Contre-la-montre | 1 h 09 min 04 | 36e  |

#### VTT
Hommes
- Cross-Country :
  - Sergy Rysenko

| Athlète        | Compétition              | Temps    | Rang |
| -------------- | ------------------------ | -------- | ---- |
| Serhiy Rysenko | Cross-country VTT hommes | + 3 Tour | 42e  |

### Équitation
Mixte
- Saut d'obstacles individuel :
  - Jean-Claude van Geenberghe
  - Bjorn Nagel
  - Katharina Offel
  - Aleksandr Onishchenko
- Saut d'obstacles par équipes :
  - Jean-Claude van Geenberghe, Bjorn Nagel, Katharina Offel et Aleksandr Onishchenko

### Escrime
| Femmes - Fleuret individuel : - Olga Leleiko - Epée individuelle : - Yana Shemyakina - Sabre individuel : - Halyna Pundyk - Olga Kharlan - Olena Khomrova - Sabre par équipes : - Olena Khomrova, Halyna Pundyk, Olga Kharlan et Olha Zhovnir, médaillées d'or | Hommes - Epée individuelle : - Bohdan Nikishyn - Dmytro Chumak - Maksym Khvorost - Epée par équipes : - Maksym Khvorost, Vitalii Medvedev, Dmytro Chumak et Bohdan Nikishyn |

| Athlète         | Compétition       | 1/32 de finale     | 1/16 de finale       | 1/8 de finale    | Quarts de finale | Demi-finales     | Match pour la médaille de bronze Matchs de classement 5-8 | Match pour la médaille de bronze Matchs de classement 5-8 | Finale           | Finale |
| Athlète         | Compétition       | Adversaire Score   | Adversaire Score     | Adversaire Score | Adversaire Score | Adversaire Score | Rang                                                      | Adversaire Score                                          | Adversaire Score | Rang   |
| --------------- | ----------------- | ------------------ | -------------------- | ---------------- | ---------------- | ---------------- | --------------------------------------------------------- | --------------------------------------------------------- | ---------------- | ------ |
| Bohdan Nikishyn | Épée individuelle | Wood Victoire 15-7 | Kauter Défaite 12-15 | -                | -                | -                | -                                                         | -                                                         | -                | -      |

### Gymnastique

#### Artistique
| Femmes - Barres asymètriques : - Anastasya Koval - Dariya Zgoba - Par équipes : - Maryna Proskurina, Valentyna Holenkova, Dariya Zgoba, Alina Kozich, Anastasya Koval et Iryna Krasnianska | Hommes - Anneaux : - Oleksandr Vorobiov |

#### Rythmique
| Femmes - Concours général individuel : - Anna Bessonova - Natalia Godunko | Mixte - Concours général d'ensemble : - Alina Maksymenko, Yuliya Slobodyan, Vita Subchenko, Olena Dmytrash, Krystyna Cherepenina et Vira Perederiy |

#### Trampoline
| Femmes - Olena Movchan | Hommes - Yuriy Nikitin |

### Haltérophilie
| Femmes - 69 kg : - Natalya Davydova - 75 kg : - Nadiya Myronyuk - + 75 kg : - Olha Korobka - Yuliya Dovhal | Hommes - - 94 kg : - Artem Ivanov - 105 kg : - Oleksiy Torokhtiy - Igor Razoronov - + 105 kg : - Artem Udachyn - Ihor Shymechko |

### Judo
| Femmes - 48 kg : - Lyudmyla Lusnikova - 70 kg : - Nataliya Smal - 78 kg : - Maryna Pryshchepa - + 78 kg : - Maryna Prokofyeva | Hommes - 60 kg : - Maksym Korotun - 73 kg : - Genady Bilodid - 81 kg : - Roman Gontyuk - 90 kg : - Valentyn Grekov - 100 kg : - Yevgen Sotnikov |

### Lutte

#### Gréco-romaine
Hommes
- 55 kg :
  - Yuriy Koval
- 66 kg :
  - Armen Vardanyan
- 74 kg :
  - Volodymyr Shats'Kykh
- 84 kg :
  - Oleksandr Daragan
- 96 kg :
  - Oleg Kryoka
- 120 kg :
  - Oleksandr Chernetskyi

#### Libre
| Femmes - 48 kg : - Irini Merleni - 55 kg : - Natalia Synyshyn - 63 kg : - Yuliya Ostapchuk - 72 kg : - Oksana Vashchuk | Hommes - 60 kg : - Vasyl Fedoryshyn - 66 kg : - Andriy Stadnik - 74 kg : - Ibragim Aldatov - 84 kg : - Taras Danko - 96 kg : - Georgy Tibilov - 120 kg : - Ivan Ishchenko |

### Sports aquatiques

#### Natation
| Femmes - 50 m nage libre : - Oksana Serikova - 100 m nage libre : - Darya Stepanyuk - 200 m nage libre : - Nataliya Khudyakova - 400 m nage libre : - Nataliya Khudyakova - 100 m papillon : - Kateryna Zubkova - 200 m papillon : - Tetyana Khala - 100 m barsse : - Yuliya Pidlisna - 200 m brasse : - Yuliya Pidlisna - 100 m dos : - Iryna Amshennikova - 200 m dos : - Kateryna Zubkova - Iryna Amshennikova - 200 m 4 nages indiv. : - Ganna Dzerkal - 10 km marathon : - Natalya Samorodina - Relais 4 × 100 m libre : - Ganna Dzerkal, Darya Stepanyuk, Kateryna Dikidzhi et Nataliya Khudyakova - Relais 4 × 100 m 4 nages : - Darya Stepanyuk, Kateryna Zubkova, Yuliya Pidlisna et Iryna Amshennikova | Hommes - 50 m nage libre : - Yuriy Yegoshin - 100 m nage libre : - Yuriy Yegoshin - 200 m nage libre : - Sergii Advena - 400 m nage libre : - Sergiy Fesenko - 1 500 m nage libre : - Sergiy Fesenko - 100 m papillon : - Andriy Serdinov - Serhiy Breus - 200 m papillon : - Sergy Advena - Denys Sylantyev - 100 m brasse : - Igor Borysik - Oleg Lisogor - 200 m brasse : - Igor Borysik - Valeriy Dymo - 100 m dos : - Oleksandr Isakov - 200 m dos : - Oleksandr Isakov - 200 m 4 nages indiv. : - Vadym Lepskyy - 400 m 4 nages indiv. : - Vadym Lepskyy - 10 km marathon : - Igor Chervynskiy - Relais 4 × 100 m 4 nages : - Yuriy Yegoshin, Serhiy Breus, Oleksandr Isakov et Valeriy Dymo |

#### Natation synchronisée
Mixte
- Duo :
  - Kseniya Sydorenko et Daria Iushko

#### Plongeon
| Femmes - Tremplin à 3 m : - Olena Fedorova - Anna Pysmenska - Haut-vol 10 m : - Iulya Prokopchuk - Tremplin synchronisé à 3 m : - Mariya Voloshchenko et Anna Pysmenska | Hommes - Tremplin à 3 m : - Illya Kvasha - Yuriy Shlyakhov - Haut-vol 10 m : - Kostyantyn Milyayev - Anton Zakharov - Tremplin synchronisé à 3 m : - Illya Kvasha et Oleksiy Pryhorov |

### Pentathlon moderne
| Femmes - Victoria Tereshuk | Hommes - Pavlo Tymoshchenko - Dmytro Kirpulianskyi |

### Tennis
Femmes
- Simple :
  - Kateryna Bondarenko
  - Alona Bondarenko
- Double :
  - Kateryna Bondarenko et Alona Bondarenko
  - Tatiana Perebiynis et Mariya Koryttseva

### Tennis de table
| Femmes - Simples : - Margaryta Pesotska - Tetiana Sorochynska | Hommes - Simples : - Lei Kou |

### Tir
| Femmes - 10 m rifle à air : - Natallia Kalnysh - Dariya Sharipova - 50 m rifle couché : - Daria Shytko - Natallia Kalnysh - 10 m pistolet à air : - Olena Kostevych - 25 m pistolet : - Olena Kostevych | Hommes - 10 m rifle à air : - Oleksandr Lazeykin - Artur Aivazian - 50 m rifle couché : - Artur Aivazian - Jury Sukhorukov - 50 m rifle 3 positions : - Jury Sukhorukov - Artur Aivazian - 50 m pistolet : - Oleg Omelchuk - Ivan Rybovalov - 25 m pistolet feu rapide : - Oleksandr Petriv - Roman Bondaruk - 10 m pistolet à air : - Oleg Omelchuk - Ivan Rybovalov - Skeet : - Mykola Milchev |

### Tir à l'arc
| Femmes - Epreuve individuelle : - Tetyana Berezhna - Viktoriya Koval | Hommes - Epreuve individuelle : - Viktor Ruban - Markiyan Ivashko - Oleksandr Serdyuk - Epreuve par équipe : - Viktor Ruban, Markiyan Ivashko et Oleksandr Serdyuk |

### Triathlon
| Femmes - Yuliya Supaniva | Hommes - Volodymyr Polikarpenko - Anriy Gluschenko |

### Voile
| Femmes - RS:X : - Olha Maslivets | Hommes - RS:X : - Maksym Oberemko - Tornado : - Andriy Shafranyuk et Pavlo Kalynchev - 49 er : - Rodion Luka et Georgii Leonchuk |